# Nadia Ejjafini
 Nadia Mohamed Ejjafini (8 november 1980) is een in Marokko geboren atlete, die echter tot nu toe in haar atletiekloopbaan voor Bahrein is uitgekomen. Zij heeft zich gespecialiseerd in de lange afstand. Tweemaal nam ze deel aan de Olympische Spelen, maar bleef ze medailleloos. Tegenwoordig heeft zij de Italiaanse nationaliteit, die zij op 20 september 2009 verkreeg door haar huwelijk met een Italiaan.

## Biografie
Op de Olympische Spelen van 2004 in Athene nam Ejjafini voor Bahrein deel aan de marathon. Ze haalde de finish niet.
Vier jaar later, op de Olympische Spelen van 2008, was Ejjafini opnieuw gekwalificeerd voor de marathon. Ze verscheen echter niet aan de start.
Op de Olympische Spelen van 2012 in Londen was haar 15.24,70 op de 5000 m niet voldoende om te mogen starten in de finale. Ze nam wel deel aan de 10.000 m; op deze afstand werd ze achttiende.

## Titels
- Arabisch kampioene veldlopen - 2006
- Italiaans kampioene 10.000 m - 2011
- Italiaans kampioene veldlopen - 2011

## Persoonlijke records
Baan
| Onderdeel | Prestatie | Datum        | Plaats     |
| --------- | --------- | ------------ | ---------- |
| 1500 m    | 4.27,44   | 7 juni 2000  | Saint-Maur |
| 5000 m    | 15.16,54  | 28 juni 2012 | Helsinki   |
| 10.000 m  | 31.45,14  | 3 juni 2012  | Bilbao     |

Weg
| Onderdeel      | Prestatie | Datum           | Plaats     |
| -------------- | --------- | --------------- | ---------- |
| 10 km          | 31:52     | 20 mei 2012     | Manchester |
| halve marathon | 1:08.27   | 16 oktober 2011 | Cremona    |
| 30 km          | 1:43.34   | 30 oktober 2011 | Frankfurt  |
| marathon       | 2:26.15   | 30 oktober 2011 | Frankfurt  |

## Palmares

### 5000 m
- 1998: 4e WJK -15.41,45
- 1998: 6e Afrikaanse kamp. – 16.43,51
- 2003:  Arabische kamp. - 16.50,6
- 2006: 4e Aziatische Spelen – 15.45,43
- 2007:  Arabische kamp. - 15.53,04
- 2007:  World Military Games - 15.48,74
- 2012: 6e EK - 15.16,54
- 2012: 14e in kwal. OS - 15.24,70

### 10.000 m
- 2007:  Arabische kamp. in Amman - 33.25,31
- 2007:  World Military Games - 32.36,41
- 2007:  Pan Arabische Spelen - 32.29,53
- 2011:  Italiaanse kamp. in Turijn - 32.28,80
- 2011: 5e Europacup - 32.14,63
- 2012: 5e Europacup - 31.45,14
- 2012: 18e OS - 31.57,03

### 5 km
- 2005:  Berkane International - 17.16,2
- 2006:  Portomaggiore - 16.32
- 2006:  Circuito di Cona - 15.54
- 2006:  Boujdour - 17.04
- 2008:  Correr pela Vida in Lissabon - 16.12

### 10 km
- 2003: 4e Course Féminine in Casablanca - 32.58,1
- 2004:  Cassano Corre - 33.35
- 2005:  Tutta Dritta in Turijn - 34.09
- 2005:  Best Woman in Fiumicino - 33.07
- 2006:  Parelloop – 31.57 (nat. rec.)
- 2006:  Zwitersloot Dak Run in Groesbeek - 32.42
- 2006:  Corrida de Langueux - 32.28
- 2006:  Fortis Runfestival in Voorthuizen - 33.19
- 2006:  Tilburg Ten Miles - 32.17
- 2006:  Corrida van Houilles - 32.32
- 2007:  Telemarket Brescia Art - 33.56
- 2007:  Corrida Languex - 32.39
- 2007:  Great Capital Run - 33.36
- 2007: 4e Great Wales Run - 32.41
- 2007:  Run Like a Deejay in Milaan - 32.31
- 2007:  Corrida van Houilles - 32.10
- 2008:  Telemarket Brescia Art - 34.04
- 2008: 5e Great Manchester Run - 32.54
- 2008: 5e Great Wales Run - 32.31
- 2009:  Brescia Art - 33.40
- 2009:  marathon van Leiden - 32.46
- 2009:  Zwitserloot Dakrun in Groesbeek - 32.44,7
- 2009:  Corrida Langueux - 32.39
- 2009:  Banknorth Beach to Beacon in Cape Elizabeth - 32.12,8
- 2009:  Singelloop Utrecht - 32.37
- 2009:  Les Foulees Monterelaises in Montereau - 32.16
- 2011:  Great Ireland Run - 33.09
- 2011:  Leiden - 32.14
- 2011:  The Hague Royal Ten - 32.17
- 2011:  Courir à Clermont in Clermont-Ferrand - 32.43
- 2011: 5e Tilburg Ten Miles - 32.53
- 2011:  Italiaanse kamp. in Lucca - 32.38
- 2011:  Marrakech - 32.27
- 2012:  Great Manchester Run - 31.52
- 2012:  Deejay Ten in Milaan - 33.30
- 2012:  We Run Rome - 33.17
- 2013:  Deejay Ten in Milaan - 33.59
- 2014: 6e 10 km van Bogota - 35.11
- 2016:  La Corsa di Miguel in Rome - 32.19

### 15 km
- 2009: 6e Utica Boilermaker - 50.32
- 2011: 4e São Silvestre in São Paulo - 51.19

### 10 Eng. mijl
- 2012: 4e Great South Run - 53.55

### halve marathon
- 2003:  halve marathon van Amman - 1:19.40
- 2004:  halve marathon van Algiers - 1:18.08
- 2005:  halve marathon van Tunis - 1:24.02
- 2006:  halve marathon van Ostia - 1:10.43
- 2006:  halve marathon van Rubiera - 1:11.40
- 2007:  halve marathon van Ostia - 1:10.43
- 2007:  halve marathon van Milaan - 1:10.38
- 2007:  halve marathon van Udine - 1:11.32
- 2008: 4e halve marathon van Atripalda - 1:15.33
- 2009:  halve marathon van Ravenna - 1:11.38
- 2009: 4e halve marathon van New York - 1:12.47
- 2011:  halve marathon van Rio de Janeiro - 1:11.08
- 2011:  halve marathon van Cremona - 1:08.27
- 2012: 10e halve marathon van Lissabon - 1:12.41
- 2013: 10e halve marathon van Portugal - 1:15.24
- 2013: 8e Halve marathon van Bogota - 1:17.59
- 2014: 4e halve marathon van Verona - 1:12.19
- 2014: 29e halve marathon van Kopenhagen - 1:12.05

### marathon
- 2003: 44e WK in Parijs – 2:38.39
- 2004:  marathon van Napels - 2:39.26
- 2005: 41e WK in Helsinki – 2:41.51
- 2007: 4e marathon van Milaan - 2:37.25
- 2011: 6e marathon van Frankfurt - 2:26.15
- 2014: 12e EK in Zürich - 2:32.34

### veldlopen
- 1998: 18e WK U20 in Marrakech - 20.43
- 1999: 21e WK U20 in Belfast - 22.37
- 2003: 33e WK (korte afstand) in Avenches – 13.41
- 2003: 30e WK (lange afstand) in Lausanne – 28.13
- 2004: 41e WK – 29.38
- 2006:  Arabische kamp. in Sakhir - 26.51
- 2006:  Arabische kamp. in Sakhir - 12.50
- 2006: 4e Warandeloop in Tilburg - 24.23
- 2007:  Aziatische kamp. in Amman - 26.49
- 2009: 4e International Loket Warandeloop Cross 8.1 km - 28.04
- 2011:  Italiaanse kamp. in Varese - 27.20
- 2011: 34e WK in Punta Umbria - 27.03
- 2011: 4e EK - 26.13
- 2012: 7e EK - 27.59
- 2013: 18e EK - 27.36